# ذي كالب الاسفل (القريشية)

تعديل مصدري - تعديل

ذي كالب الاسفل هي إحدى قرى عزلة قيفه آل محن يزيد بمديرية القريشية التابعة لمحافظة البيضاء، بلغ تعداد سكانها 432 نسمة حسب تعداد اليمن لعام 2004.